# Veľký Klíž
Veľký Klíž (in ungherese Nagykolos) è un comune della Slovacchia facente parte del distretto di Partizánske, nella regione di Trenčín.